# Irland
Republiken Irland (iriska: Éire; engelska: Republic of Ireland) är en stat i Europa som upptar cirka fem sjättedelar av ön Irland, som delades 1921. Den delar sin enda landgräns med Nordirland, en del av Storbritannien, på den nordöstra delen av ön. Staten omges annars av Atlanten, med Keltiska sjön i söder, Sankt Georgskanalen i sydost och Irländska sjön i öster. På andra sidan Irländska sjön ligger Storbritannien.
År 1801 ingick kungarikena Irland och Storbritannien en realunion och bildade Förenade kungariket Storbritannien och Irland. Merparten av ön lämnade Storbritannien 1922 efter ett gerillakrig. Anglo-irländska avtalet avslutade detta krig och etablerade Irländska fristaten som en självstyrande dominion inom Brittiska samväldet. Nordirland valde att stanna kvar som en del av Storbritannien.
Den självständiga staten ökade suveräniteten genom Westminsterstatuten 1931 och abdikeringskrisen 1936. En ny konstitution infördes 1937 och förklarade det en suverän stat med namnet Ireland (Éire). I Republic of Ireland Act utropades Irland till republik 1949 genom att de återstående plikterna mot monarkin avlägsnades. Irland utträdde därmed ur det brittiska samväldet.
Även om det rankas bland de rikaste länderna i världen idag mätt i BNP, var Irland ett av de fattigaste länderna i Europa medan det var en del av Storbritannien och i decennier efter självständigheten. Ekonomisk protektionism avvecklades i slutet av 1950-talet och Irland gick med i Europeiska ekonomiska gemenskapen 1973.
Ekonomisk liberalism från slutet av 1980-talet resulterade i en snabb ekonomisk expansion, framförallt från 1995 till 2007, då Irland blev känt som den keltiska tigern. En aldrig tidigare skådad finanskris i början av 2008 avslutade denna tid av snabb ekonomisk tillväxt.
Idag är Irland en konstitutionell republik som styrs som en parlamentarisk demokrati med en vald president som statschef. Det är ett "mycket högt utvecklat" land med världens åttonde högsta Human Development Index (2021). Landet är högt rankat för sin pressfrihet, ekonomiska frihet och demokratiska och politiska frihet. Irland är medlem i Europeiska unionen, Europarådet, Organisationen för ekonomiskt samarbete och utveckling, Världshandelsorganisationen och Förenta nationerna.

## Historia
Under medeltiden utgjorde Irland en feodalt styrd stat med den engelske kungen som furste. Den irländska statsbildningen var trots detta skild från England och detta tillstånd kvarstod när Irland 1541 omvandlades till kungarike i personalunion med England.
Den 1 januari 1801 införlivades Kungariket Irland med Kungariket Storbritannien och bildade det Förenade kungariket Storbritannien och Irland (United Kingdom, UK). Irland kom därefter att utgöra en riksdel inom det förenade kungariket till dess att ett inbördeskrig 1919–1922 framtvingade en delning av nationen 1921 i två administrativa delar, en i norr och en i söder.
Den norra delen, ungefär motsvarande provinsen Ulster, fortsatte att utgöra en provins och en riksdel inom det förenade kungariket, medan den södra delen jämte en mindre del av Ulster förklarades vara en fristat inom det Brittiska imperiet. Den södra delen gick allt längre i sin frigörelse från den brittiska kronan, och 1949 förklarade man sig vara en självständig republik. Irland gick 1973 med i Europeiska ekonomiska gemenskapen, föregångaren till Europeiska unionen.
Finanskrisen 2008 slog hårt mot landet som tvingades till hårda besparingar. I mitten av 2010-talet hade den värsta krisen blåst över, men oron är stor för att Storbritanniens utträde ur EU kommer att slå hårt mot den irländska ekonomin och försvåra samarbetet kring Nordirland.

## Geografi

### Topografi och hydrografi
Irland är mycket bördigt. Dess högsta punkt är Carrantuohill som når 1 041 meter över havet, dess största sjö Lough Corrib och dess längsta flod Shannon.

### Klimat
Irlands klimat är milt och fuktigt (maritimt). Medeltemperaturen (dygnsmaximum) i Limerick ligger på plus 4–7 grader i januari och plus 14–16 (dygnsmaximum) i juli. Sommaren är den torraste årstiden och vintern den regnigaste, men det regnar regelbundet under årets alla månader.

## Styre och politik

### Författning och styre
Irland är en parlamentarisk republik med en president som statschef, som dock mest utför ceremoniella uppgifter, och en premiärminister vars roll benämns taoiseach. Presidenten är direktvald av folket och väljs på sju år och kan maximalt sitta två mandatperioder. 

### Administrativ indelning

#### Grevskap
| Karta över Irland med numrerade grevskap | Republiken Irland 1. Baile Átha Cliath 2. Chill Mhantáin 3. Loch Garman 4. Ceatharlach 5. Chill Dara 6. Na Mí 7. Lú 8. Mhuineacháin 9. an Chabháin 10. an Longfoirt 11. na hIarmhí 12. Uíbh Fhailí 13. Laois 14. Chill Chainnigh 15. Phort Láirge 16. Chorcaí | 1. Chiarraí 2. Luimnigh 3. Thiobraid Árann 4. An Chláir 5. Na Gaillimhe 6. Mhaigh Eo 7. Ros Comáin 8. Shligigh 9. Liatroim 10. Dhún na nGall Nordirland 1. Fhear Manach 2. Thír Eoghain 3. Dhoire 4. Aontroma 5. An Dún 6. Ard Mhacha |

| Ulster            | Connacht  | Leinster  | Munster   |
| Fermanagh         | Mayo      | Longford  | Clare     |
| Tyrone            | Sligo     | Meath     | Tipperary |
| Derry/Londonderry | Leitrim   | Louth     | Waterford |
| Antrim            | Galway    | Westmeath | Kerry     |
| Down              | Roscommon | Kildare   | Limerick  |
| Armagh            |           | Dublin    | Cork      |
| Donegal           |           | Offaly    |           |
| Cavan             |           | Laois     |           |
| Monaghan          |           | Carlow    |           |
|                   |           | Wicklow   |           |
|                   |           | Kilkenny  |           |
|                   |           | Wexford   |           |

#### Provinser
Ön (inklusive brittiska Nordirland) indelas i fyra provinser (Provinces): Uladh i norr, Chonnacht i väster, Laighean i öster och Mumhan i söder. Vidstående tabell visar grevskapens provinstillhörighet.

### Politik
År 1990 valdes för första gången en kvinna, Mary Robinson, till president. Hon efterträddes 1997 av Mary McAleese (iriska: Máire Mhic Ghiolla Íosa) som blev Irlands andra kvinnliga president. Sedan 2011 är Michael D. Higgins Irlands president. Irlands parlament, benämnt Oireachtas, har två kammare: senaten eller överhuset, Seanad Eierann, och representanthuset eller underhuset, Dail Eireann. Sedan valet 2020 styrs Irland av en koalitionsregering bestående av Fine Gael, Fianna Fáil och Comhaontas Glas. Taoiseach är Leo Varadkar (Fine Gael) sedan 17 december 2022, då han tog över som regeringschef från koalitionspartnern Micheál Martin (Fianna Fáil) som istället blev tánaiste, vice regeringschef. Den högsta dömande makten i landet ligger hos Högsta domstolen.

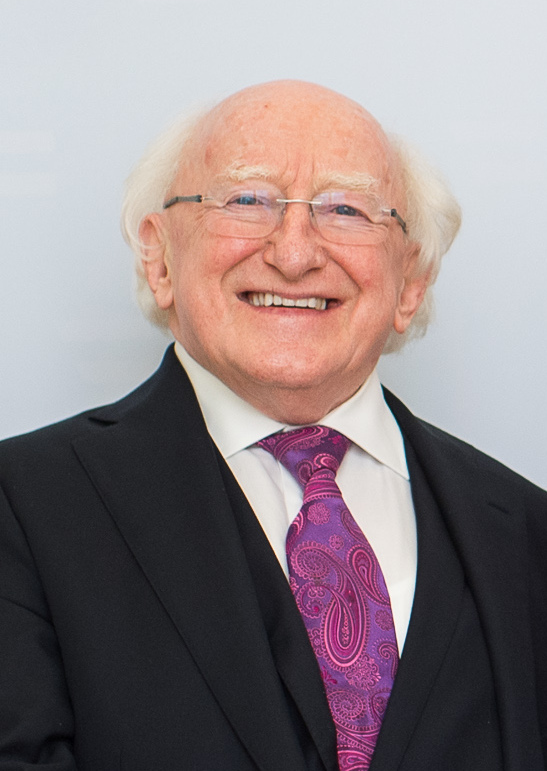
Michael D. Higgins, Irlands president.

Den ekonomiska krisen från 2008 slog hårt mot Irland som under flera år tvingades till stora besparingar inte minst inom välfärdssystemen. Även efter att ekonomin börjat växa på nytt lever fortfarande många vanliga irländare med krisens följder och misstron mot politiker är stark. Det var ett viktigt skäl till det starka uppsvinget för Sinn Féin i valet i februari 2020, då vänsterpartiet i stort sett blev jämnstarkt med de borgerliga partier Fine Gael och Fianna Fáil som dominerat politiken under många år. Först i slutet av juni blev en ny regeringskoalition klar, mellan de två ärkerivalerna Fine Gael och Fianna Fáil samt Gröna partiet.

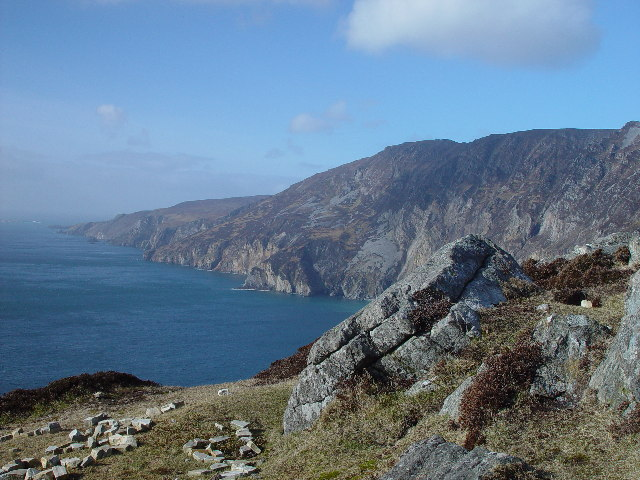
Slieve League, Donegal.

### Försvar

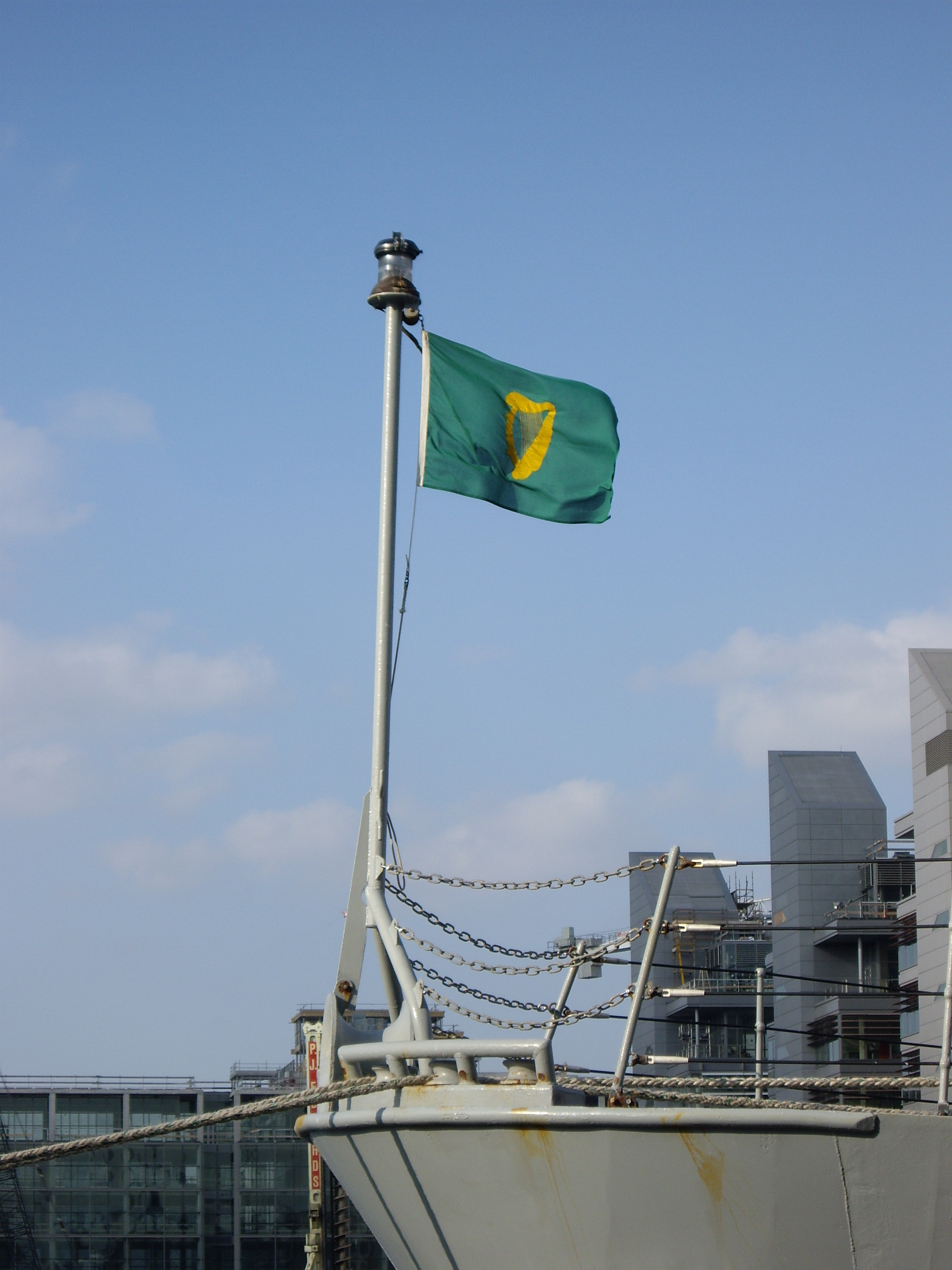
Irlands örlogsgös.

Den irländska försvarsmakten, Irish Defence Forces är en yrkesarmé. Irland har aldrig haft värnplikt. Den indelas i de stående förbanden, "Permanent Defence Force" (PDF), med ca 10 000 heltidsanställda soldater och reservförbanden, "Reserve Defence Force" (RDF), med ca 15 000 deltidsanställda soldater. PDF består av armén, marinen (Naval Service) och flygvapnet (Air Corps). RDF består av arméreserven och marinreserven.

## Ekonomi och infrastruktur
Efter en svältkatastrof vid mitten av 1800-talet utvecklades Irland snabbt fram till första världskriget, om än från en ogynnsam utgångspunkt. Efter första världskriget försämrades tillväxten dels eftersom den viktigaste handelspartnern Storbritannien tyngdes av ekonomiska svårigheter, dels eftersom Irland inriktade sig på självförsörjning vilket inte var lyckosamt. Brytningen kom under 1980-talet då landet lade om sin politik till att uppmuntra utländska investeringar genom avregleringar och strategiska skattesänkningar.
Den irländska ekonomin har under senare år förändrats från att vara jordbruksbaserad till en beroende av handel, industri och investeringar. Den ekonomiska tillväxten på Irland var i genomsnitt 10 procent åren 1995–2000 (vilket är exceptionellt högt) och 7 procent mellan 2001 och 2004. Industri, vilket svarar för 46 procent av bruttonationalprodukt (BNP), ungefär 80 procent av exporter och 29 procent av arbetskraften har nu tagit platsen som landets ledande ekonomiska sektor.
En stor del av den irländska ekonomiska policyn sedan 1987 har varit vad man kallat socialt partnerskap vilket är en serie frivilliga löneavtal mellan staten, arbetsgivarna och facken. Dessa beskriver ofta löneökningarna för den närmsta treårsperioden.
Irland gick med i Eurosamarbetet från starten i januari 1999 (och lämnade därmed bakom sig det irländska pundet) tillsammans med 11 andra EU-nationer. Perioden mellan 1995 och 2000 med hög ekonomisk tillväxt fick många att kalla landet för den Keltiska tigern. Ekonomin kände av den ekonomiska nedgången under 2001, särskilt den högteknologiska exportsektorn – tillväxten inom det området blev nästan halverad. Tillväxten av BNP fortsatte att vara relativt robust, mellan 2001 och 2002 steg den med 6 procent, 2004 med 4 procent och under 2005 med 4,7 procent.
Med hög tillväxt kom även höga nivåer av inflation, främst i huvudstaden. Priserna i Dublin, med nära 30 procent av landets invånare, är märkbart högre än på andra ställen i landet, särskilt inom bostadssektorn.
Att mäta Irlands inkomstnivåer per capita är en komplicerad uppgift. Landet har näst högst BNP per capita i världen ($43 600, 2006), efter Luxemburg och det åttonde högsta HDI-värdet (2015). Problemet med BNP per capita, särskilt i Irlands fall, är att en stor del av inkomsterna tillhör stora multinationella företag som är baserade utanför landet. Istället kan man använda bruttonationalinkomst per person som beräknar in dessa fakta. Landet kom då på sjunde plats i världen 2005.
Trots det ekonomiska välståndet och den fina statistiken finns det till viss del en ekonomisk obalans. Byggsektorn, som har en cyklisk natur, bidrar nu till en stor del av Irlands BNP. Nyligen belyste en nedgång i bostadsmarknaden hur stor faktor denna sektor faktiskt är och detta är nu ett hot mot den ekonomiska tillväxten. Flera år av obalanserad ekonomisk tillväxt har även lett till en stor obalans mellan olika delar av befolkningen. Undersökningar visar att 6,8 procent av Irlands befolkning lever i en oföränderlig fattigdom.
Irlands största vadslagningsföretag Boylesports grundades 1989 av John Boyle. Landets största fackliga centralorganisation är Irish Congress of Trade Unions.
På 1900-talet gick Irland från att vara ett jordbruksland till att moderniseras, och en högteknologisk industri utvecklades. Under 1990-talet kallades Irland den Keltiska tigern eftersom tillväxten var exceptionellt hög. Mellan 1994 och 2001 hade Irland en genomsnittlig tillväxt på nästan 10 procent.
De större satsningarna på industriexport var en anledning till Irlands ekonomiska utveckling som innan hade hamnat efter de andra EU-länderna i till exempel inkomst. Följande anledningar har också föreslagits:
- Ekonomiska avregleringar. Staten fick mindre inflytande när företag privatiserades, monopol avvecklades och en liberalare marknadsekonomi växte fram.
- Tillgången på utbildad och engelsktalande arbetskraft
- Den låga bolagsskatten. Flera stora multinationella företag som till exempel Google och Facebook har kontor i Dublin.
- EG/EU. Medlemskapet i Europeiska unionen har gett Irland fördelar som till exempel ekonomiskt stöd under många år och en större marknad. Marknaden växte också utanför Europa och många amerikanska företag valde att etablera sig i landet.

2006 mötte landets ekonomi för första gången på många år motvind. Landets konkurrenskraft minskade när bristen på arbetskraft tryckte upp lönerna och ekonomisk orolighet i USA och Storbritannien ledde till en starkare euro. Mindre utländska investeringar blev resultatet och minskade ytterligare när finanskrisen drabbade Europa.
Flera inhemska ekonomiska problem uppdagades dock samtidigt, som skulle leda till att Irland blev ett av de krisdrabbade länderna i EU (så kallade PIGS-länderna). Missnöjet växte kring välfärd, transporter och höga bostadspriser. 2008 gick landet in i en ekonomisk kris som delvis hade att göra med den internationella finanskrisen men en bostadsbubbla och bankkris inom landet var även av stor betydelse. Fastighetsmarknaden drabbades hårt och huspriserna sjönk kraftigt. Banker hade godkänt alltför riskfyllda lån till alltför stora summor och dolt hur stora problem var. Dokumentation om hur illa ställt det var med bankerna hade även underhållits. Staten fick gå in med stora summor för att rädda bankerna bl.a. Anglo Irish Bank och vissa förstatligades för att inte gå omkull.
Statsbudgeten blev lidande till följd av räddningsaktionen och nedskärningar gjordes för att hålla budgetunderskottet i schack. Trots detta var underskottet 2009 över 14 procent av BNP medan det enligt EU:s riktlinjer inte ska överstiga 3 procent. 2010 tog Irland motvilligt ett krislån på 85 miljarder av EU, Internationella valutafonden (IMF), Storbritannien, Sverige och Danmark följt av sparpaket som innebar fler nedskärningar. Invånare upprördes över hur välfärdstjänster, offentligt anställdas löner m.m. blev lidande för vad som ansågs vara ett problem skapat av ansvarslösa banker. I slutet av 2013 började de ekonomiska åtgärderna mot krisen att synas och det ljusnar för Irlands ekonomi med fler arbetstillfällen och ökade fastighetspriser.
Irland blev det första landet att ta sig ur eurokrisen. Det kunde konstateras efter att premiärminister Enda Kenny i november 2013 meddelade att Irland nu kunde klara sig utan nödlån och andra ekonomiska stödåtgärder från EU och IMF. I januari 2014 nådde räntan på Irlands statsobligationer rekordlåga nivåer sedan finanskrisen bröt ut 2008 vilket visar att marknadens förtroende för Irlands ekonomi växer. Statsskulden är dock fortfarande hög: 123,7 procent av BNP 2013.

### Råvaror
Irland har viktiga naturtillgångar, bland annat zink, koppar och kalksten.

### Handel
Export har en fundamental roll i landets kraftiga ekonomiska tillväxt, men även en ökning av konsumtion, nybyggande och investeringar har hjälpt till. På papperet är Irland världens största exportör av mjukvarurelaterade varor och tjänster; detta beror dock på att en myckenhet utländsk mjukvara, och ibland musikmedia, exporteras via Irland för att dra nytta av landets avsaknad på skatter på royalties från försäljningen av upphovsrättskyddade varor.

### Infrastruktur

#### Transporter
Den internationella flygplatsen Shannon i sydväst var vid de första kommersiella atlantflygningarna den europeiska ändpunkten för den kortaste sträckan mot Nordamerika, där planen med den tidens begränsade räckvidd måste mellanlanda för tankning. Platsen anges för övrigt vara den ort där den internationellt välkända drycken Irish coffee skapades. Numera är de största flygplatserna Dublin Airport med flygplatskod DUB och Cork med flygplatskod ORK.
Irlands vägnät har byggts ut de senaste åren.[när?] Motorvägar binder samman Dublin med de största städerna Cork, Galway, Limerick, Waterford och Belfast i Nordirland.
Järnvägar finns också med Dublin som utgångspunkt och linjer till bland annat Belfast via Drogheda och Dundalk, till Galway, Limerick och Cork via Kildare och även linjer till Sligo, Waterford och Wexford. Dessa är inte elektrifierade förutom runt omkring Dublin där elektrifierade pendeltåg trafikerar järnvägarna. Det finns även en tvärlinje mellan Wexford–Waterford–Limerick–Ennis. Betydande investeringar har på senare år gjorts i järnvägsnätet där man öppnat enstaka nedlagda sträckor och även stationer runt Dublin som varit nedlagda.

## Befolkning

### Demografi
Irlands befolkning är av keltiskt ursprung. De kelter som bor på Irland är ett av de keltiska folk som tagit flest omvägar under sin vandring. Från hemlandet i nuvarande Tyskland och Österrike vandrade de ner till Iberiska halvön där de blandade sig med ibererna och skapade keltibererna. Dessa utvandrade sedan till Irland.

#### Större städer
| \| Större städer \| \| ------------- \| \| 1. Dublin \| \| 2. Cork \| \| 3. Limerick \| \| 4. Galway \| \| 5. Waterford \| \| 6. Drogheda \| | Irlands större städer. |
| Större städer |                        |
| 1. Dublin |                        |
| 2. Cork |                        |
| 3. Limerick |                        |
| 4. Galway |                        |
| 5. Waterford |                        |
| 6. Drogheda |                        |

#### Migration
Från 1990-talet fram till finanskrisen 2008 hade Irland snabb ekonomisk tillväxt, men krisen ledde till ökad arbetslöshet och nedskärningar i socialförsäkringssystemet. Mellan 2008 och 2012 mer än fördubblades arbetslösheten och låg 2014 på 11,3 procent, något lägre än tidigare. Hög arbetslöshet har historiskt drivit unga irländare att emigrera, en trend som återkom efter 2008. Numera är det främst högutbildade som flyttar, och nära hälften av de irländskt födda bor utomlands.

### Språk
De officiella nationalspråken är iriska och engelska, men iriskan har under många år minskat i betydelse och i praktiken ersatts av engelska. För att i någon mån stötta det iriska språket finns en föreskrift om att i myndigheters brevväxling skall hälsningsfrasen i början samt avslutningsfrasen i slutet ("hövlighetsfraserna") skrivas på iriska, medan engelska må användas i sakframställningen. Iriska är också sedan 2007 ett officiellt EU-språk. Under 2000-talet har antalet irisktalande ökat, framförallt i den yngre generationen. Ett hundratal primary schools (grundskolor) använder iriska som undervisningsspråk.

### Religion
Irlands religiösa historia har varit starkt präglad av den katolska kyrkans inflytande. Efter att den anglikanska kyrkan avskaffades som statskyrka 1869 separerades kyrkan från staten. Vid självständigheten 1922 blev den katolska kyrkan en central aktör i det irländska samhället och fick ett stort inflytande över lagstiftningen. Under 1920- och 1930-talen infördes flera lagändringar som förbjöd skilsmässa och preventivmedel, något som reflekterade kyrkans konservativa värderingar. Med den reviderade grundlagen från 1937 stärktes dess position ytterligare, särskilt inom områden som utbildning och kultur.
Under 1960-talets slut började kyrkans inflytande minska i samband med ökande sekularisering och framväxten av kvinnorörelser. Moderniseringen tog fart, och medlemskapet i EU 1973 bidrog till att Irland började anpassa sig till europeiska normer. Trots att den katolska kyrkan på 1980- och 1990-talen aktivt motsatte sig förändringar som legalisering av skilsmässa och abort, försvagades dess politiska makt gradvis.
På 2000-talet genomfördes flera folkomröstningar som förändrade landets lagstiftning. År 2015 röstade 62 procent för att tillåta samkönade äktenskap, och 2018 legaliserades abort upp till vecka 12 efter att 66,4 procent av väljarna röstat för en lagändring.
Enligt folkräkningen 2016 identifierade sig 78 procent av befolkningen som katoliker, medan 4 procent tillhörde den anglikanska kyrkan och drygt 1 procent var muslimer. Gruppen som inte anser sig tillhöra någon religion växte till över 10 procent, en ökning som speglar ett mer sekulariserat samhälle. Trots detta ser sig många irländare fortfarande som kristna, och cirka 80 procent av befolkningen vill behålla katolska traditioner vid livets stora händelser som födsel, bröllop och död. Irland förblir därmed en av Europas mest katolskt präglade nationer.

### Sociala förhållanden
Irland har världens sjunde högsta levnadsstandard med ett Human Development Index på 0,916. Både på lång sikt (1980–2006), på medellång sikt (1990–2006), och även på kort sikt (2000–2006), har Irland haft en betydande ökning av sitt HDI-värde jämfört med andra länder.[källa behövs]
År 2014 uppgick ungdomsarbetslösheten till 23,9 %. Bland unga män var siffran högre, med en arbetslöshet på 26,6 %, medan den bland unga kvinnor låg på 20,9 %.

### Hälsa
| Hiv och aids          | 2014   | 2023      |
| --------------------- | ------ | --------- |
| Andel av befolkningen | 0,28 % | 0,004 % ▼ |
| Antal                 | 8 000  | 8 600 ▲   |
| Dödsfall per år       | 100    | <100 ▼    |
| Fetma                 | 2014   | 2016      |
| Andel av befolkningen | 27,0 % | 25,3 % ▼  |

## Kultur
Den ursprungliga irländska kulturen var keltisk, och rester av den finns bevarade som ett folkligt arv, en del med hjälp av det gamla keltiska språket. En kulturell blomstring med betydelse även för övriga Europa inföll under tidig medeltid, då Irland var "helgonens och de lärdes ö" med en viktig roll som bevarare och förmedlare av kristen litteratur och konst. Irland är sedan länge präglat av närheten till England men har en kulturell egenart som bl.a. beror på den starka katolska kyrkan.

### Konstarter

#### Musik
Irland har en rik musikalisk tradition, särskilt inom folkmusiken, som genom emigration haft ett stort inflytande på både folkmusik och populärmusik i USA. Många av landets framstående popartister har på olika sätt förvaltat detta musikaliska arv.
Den irländska harpan, som har dokumenterats ända sedan 700-talet, var betydelsefull i både antikens och medeltidens musikliv. Redan på 1100-talet fanns uppgifter om skickliga irländska musiker som även påverkade musiken i Wales och Skottland.
Folkmusiken är en levande del av Irlands kultur och har, tack vare den omfattande irländska emigrationen till USA, haft stor påverkan på utvecklingen av amerikanska musikgenrer som folkmusik, rock och country, och i förlängningen även på populärmusiken globalt. Traditionella sånger och dansmelodier har en stark ställning, och grupper som The Chieftains och The Dubliners har fått internationellt erkännande.
Bland de mest utmärkande instrumenten i irländsk folkmusik idag finns den traditionella träflöjten, blockflöjten tin whistle i olika storlekar, irländska säckpipor och slagverksinstrumentet bodhrán. Dessutom används vanliga instrument som fiol, gitarr, banjo, dragspel och bas.
I medeltidens Europa var irländska munkar kända för sin musikaliska skicklighet. Under 700-talet grundade de klostret St. Gallen i Schweiz, som blev ett centrum för kyrkosång. Filosofen och teologen Johannes Scotus Erigena (cirka 815–877) ger i sina skrifter värdefulla insikter om den tidens musik.
Den kontinentala konstmusiken nådde Irland på 1600-talet, och under 1700-talet etablerade engelsmännen ett blomstrande konstmusikliv i Dublin. Bland annat uruppfördes Georg Friedrich Händels oratorium Messias i Dublin 1742. Dock började konstmusikens ställning i landet försvagas under 1800-talet.
Bland Irlands framstående tonsättare finns Thomas Roseingrave (1688–1766), John Field (1782–1837), Michael William Balfe (1808–1870), Charles Villiers Stanford (1852–1924), Hamilton Harty (1879–1941), Arnold Bax (1883–1953), Aloys Fleischmann (1910–1992), Brian Boydell (1917–2000) och Gerard Victory (1921–1995).
Irland har också gjort avtryck inom populärmusiken, särskilt genom artister och grupper som kombinerat traditionella irländska inslag med moderna musikstilar. Clannad, Enya (född 1961) och Van Morrison (från Nordirland, född 1945) är några exempel. Band som U2 och artister som Sinéad O’Connor (1966–2023) har också starkt framhävt sin irländska identitet i sitt skapande.

## Internationella rankningar
| Organisation                                | Undersökning                   | Rankning  |
| ------------------------------------------- | ------------------------------ | --------- |
| Heritage Foundation/The Wall Street Journal | Index of Economic Freedom 2019 | 6 av 180  |
| Reportrar utan gränser                      | Pressfrihetsindex 2019         | 15 av 180 |
| Transparency International                  | Korruptionsindex 2018          | 18 av 180 |
| FN:s utvecklingsprogram                     | Index 2018                     | 3 av 189  |